# Gulech

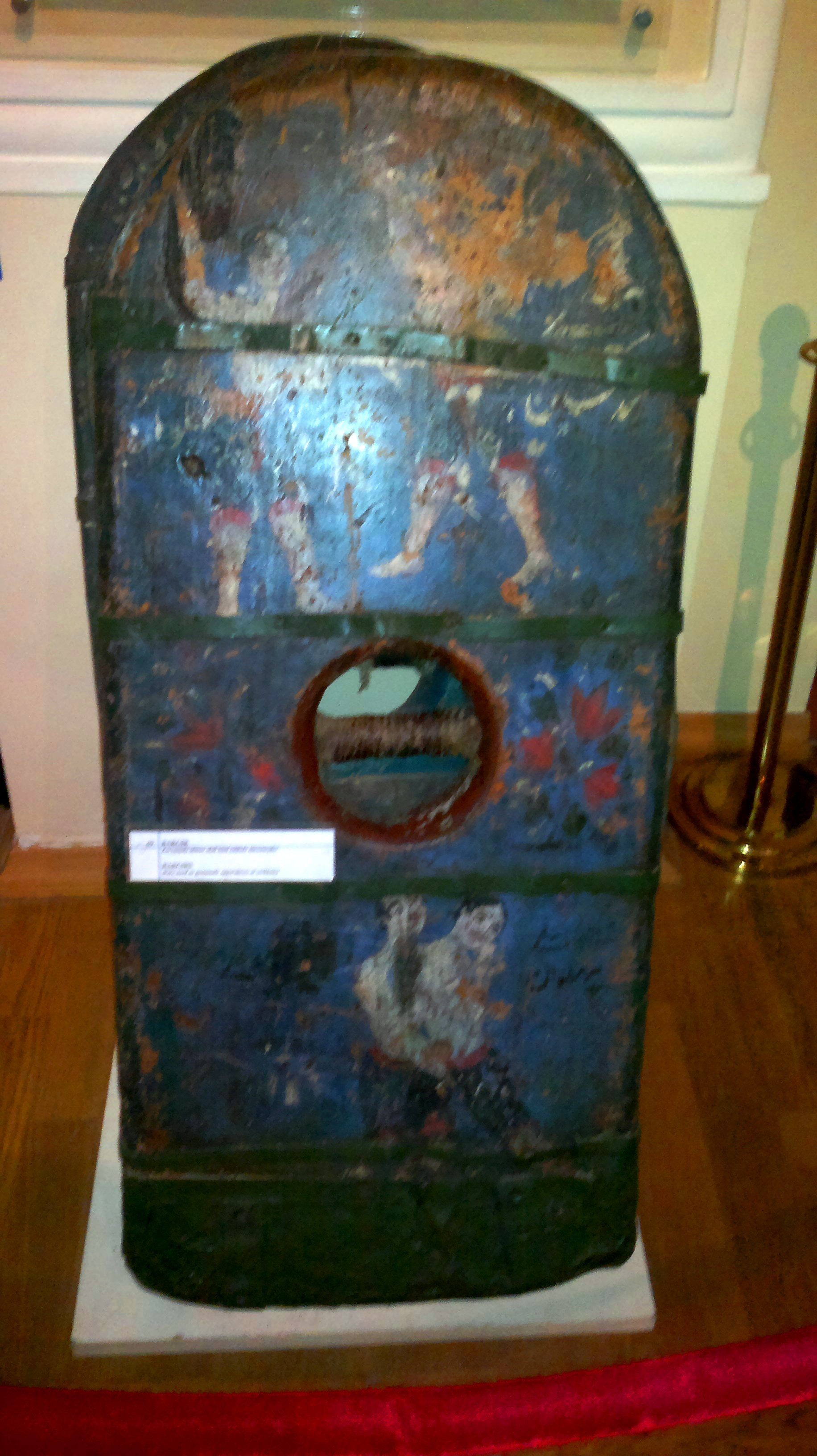
Bargir, un équipement sportif illustré d'une scène de lutte gulech et d'exercices physiques (XVIII-XIX siècles). Musée de l'histoire d'Azerbaïdjan

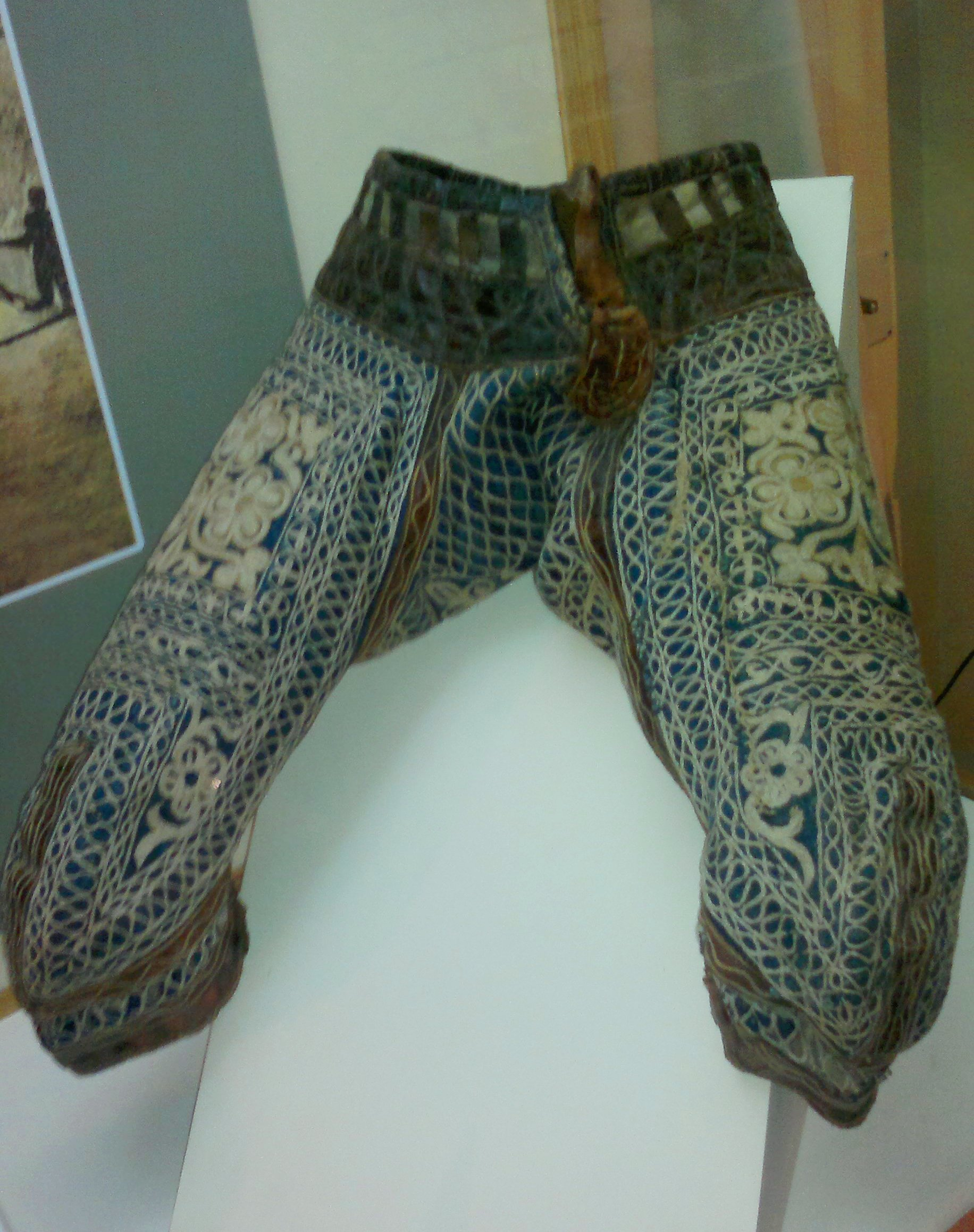
Pantalon bouffant de lutteur («tamban») du Moyen-Âge au Musée de l'Histoire d'Azerbaïdjan.

Le gulech (azéri : Güləş) est une lutte nationale azéri. Elle est très populaire aux alentours de Bakou, en particulier dans les municipalités de Machtaga, Nardaran, Bouzovn, Zabrat, mais aussi dans d'autres régions et villes d'Azerbaïdjan (à Gəncə, Shaki, Qazax, Salyan, Tovuz, Zaqatala et ailleurs).

## Histoire

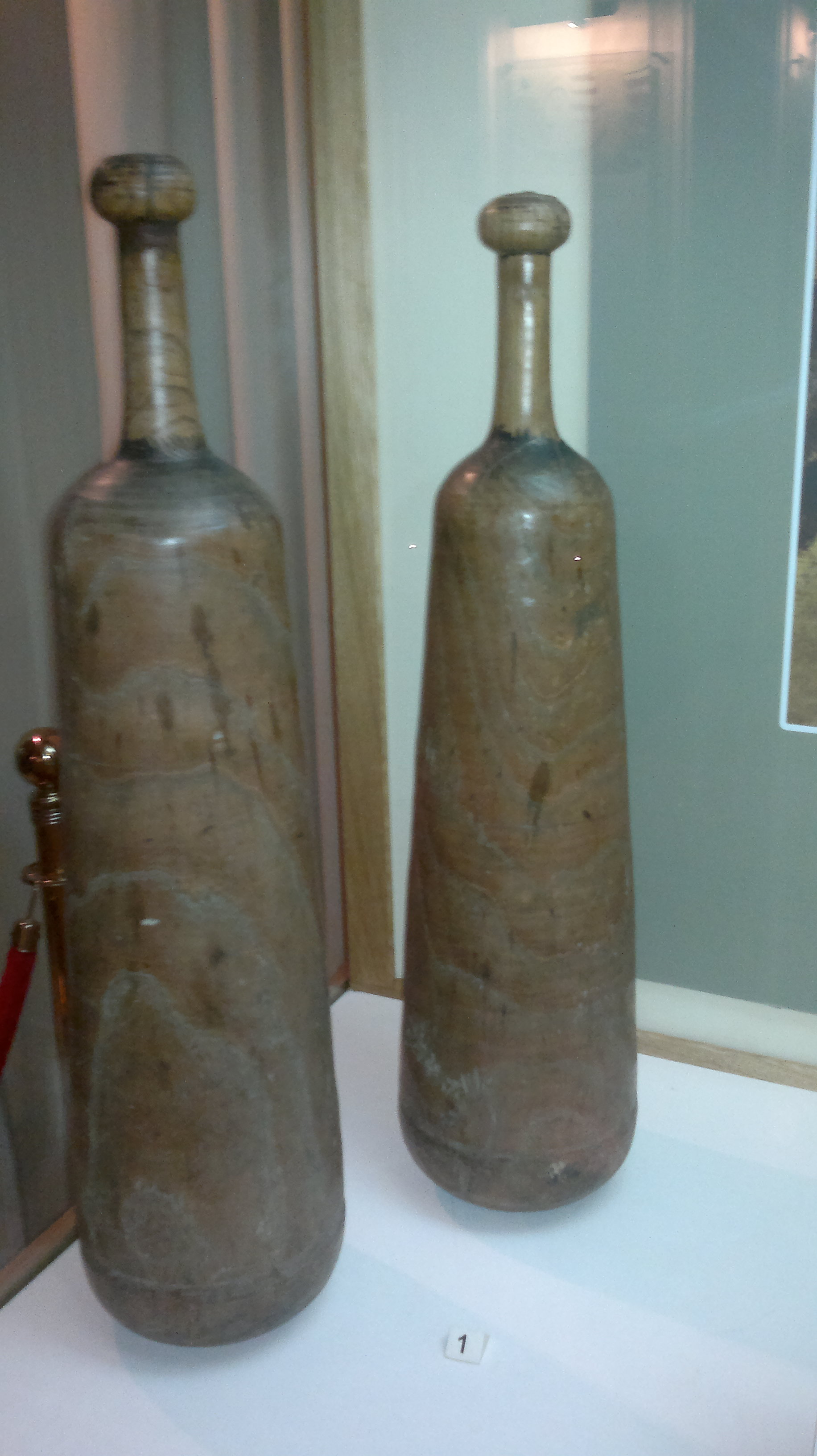
Masses de bois («mili») pour l'entrainement, exposées au Musée de l'histoire d'Azerbaïdjan

Un des éléments les plus importants de l'entraînement physique des azéris est depuis longtemps la lutte gulech. Depuis 1937, des compétitions de gulech ont lieu au niveau local, régional et national.
Un important travail de reconstitution historique et de systématisation des règles du gulech a été réalisé par E. Ragimov, de l'Institut d'Azerbaïdjan de culture physique.
Selon les annales historiques, les combats singuliers entre champions ont souvent décidé du sort de deux armées..
Les lutteurs étaient respectés dans les villes et les villages, parce qu'ils étaient capables de défendre les habitants en cas d'attaque. Des concours avaient lieu entre lutteurs pendant les pauses lors de travaux agricoles, et pendant les fêtes telles que Norouz.
Le gulech est mis à l'honneur dans le film «Не бойся я с тобой» (ru) (Ne crains pas je suis avec toi), où le héros San Sanytch (joué par Lev Dourov) dit aux prisonniers avant l'entraînement : «au fait, j'ai beaucoup appris de votre lutte nationale gulech».

## Spécificités
Les lutteurs de gulech peuvent saisir leur adversaire en dessous de la ceinture (par la jambe ou par le salwar kameez), il leur est autorisé de faire des crocs-en-jambe, des crochets, et d'autres prises. Avant de commencer, les lutteurs se saluent au milieu du tapis, puis effectuent des pas de danse pour rejoindre le coin opposé du tapis. Après cela, ils effectuent des mouvements des bras. Le combat commence une fois que l'arbitre a donné le signal d'un coup de sifflet. Les adversaires se rapprochent alors du centre, se serrent la main, et poussent trois fois par les épaules. La lutte est souvent accompagnée de musique traditionnelle, impliquant des instruments populaires comme la zurna et la nagara.
Avant, les lutteurs perdaient dès que leur adversaire les forçait à s'agenouiller. Comme témoin, les lutteurs portaient de petits miroirs aux genoux, qui en se brisant signifiaient la défaite. De nos jours, les lutteurs ont l'autorisation de se retrouver au sol et de faire le pont. La victoire se décompte en points, sauf dans les cas où le lutteur tombe ou se retrouve sur les mains. Les points prennent en compte la façon dont le lutteur met son opposant au tapis, et son initiative dans la lutte.

## Liens
- Lutte sportive azéri gulech. — Dictionnaire encyclopédique de culture physique et des sports, 1961. T. 1.
- Alexandre Lavrov, Le courage des lutteurs, Azéri.ru, 2005.
- I. Vasyanov, Gulech, la lutte nationale azérie, Culture physique et sport, 1951.